# Anna Serop
Anna Serop Larsen (født 9. august 1999 i Næstved) er en cykelrytter fra Danmark, der kører for Team Sydbank Quooker Njord Law.